# Domul Santa Maria del Fiore

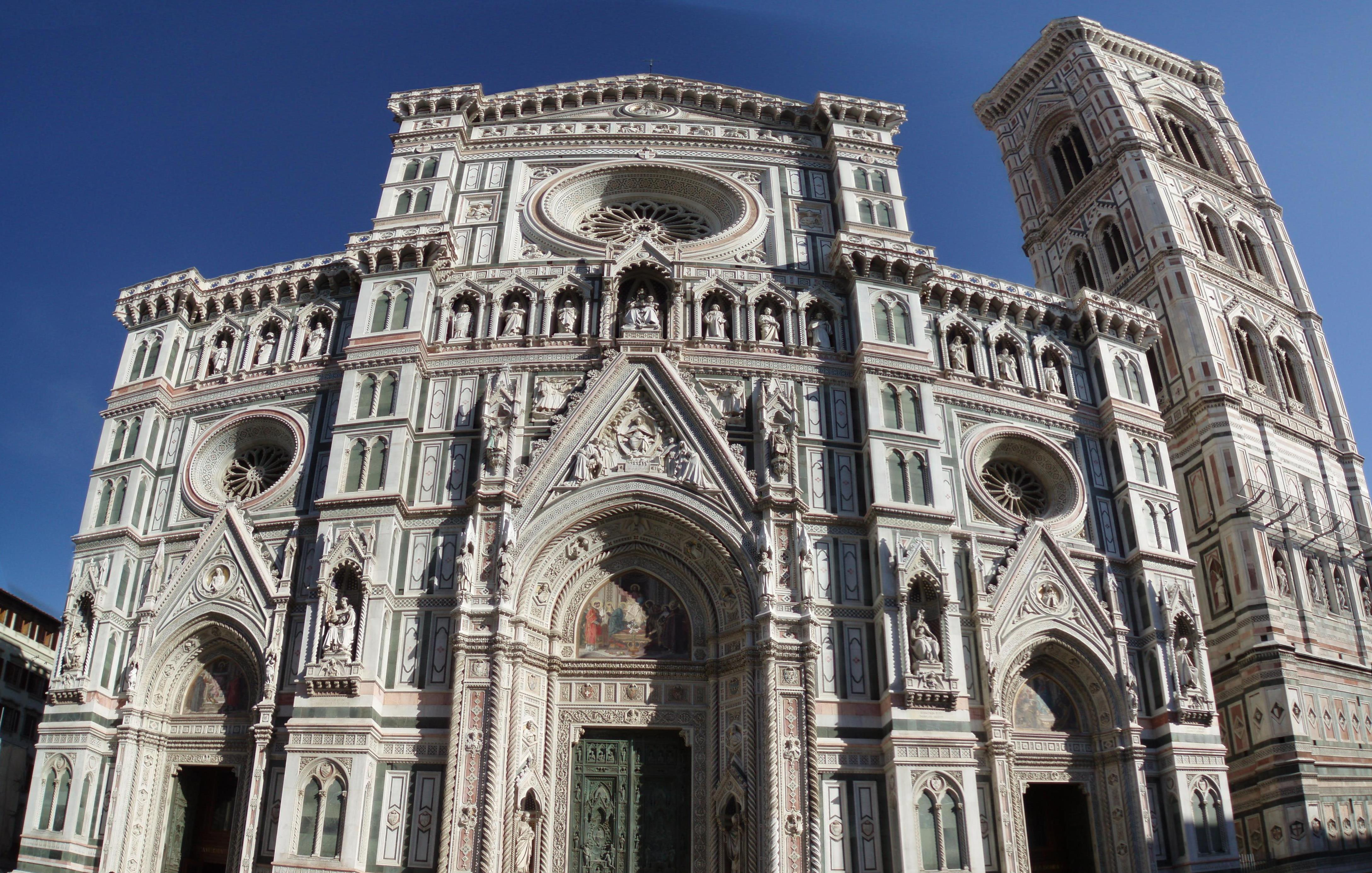
Vedere a fațadei Domului Santa Maria del Fiore din Florența, Italia, având în dreapta clopotnița (Campanile) lui Giotto.

Domul Santa Maria del Fiore (în italiană Basilica di Santa Maria del Fiore, uzual Duomo di Firenze) este catedrala Florenței, cunoscută și recunoscută pentru arhitectura sa. Este cea de-a treia biserică ca mărime din Italia, după Bazilica Sfântul Petru din Roma și Domul din Milano. Numele său, Biserica Sfintei Maria a Florilor, se referă la floarea de liliac, care este simbolul Florenței, sau la însuși numele vechi al orașului, Fiorenza. Pe de altă parte, un document din secolul al XV-lea afirmă că numele s-ar referi la Cristos.
Complexul cuprinde și faimoasa clădire cunoscută sub numele de Battistero di San Giovanni ("Baptisteriul Sf. Ioan Botezătorul"), considerată cea mai veche clădire a Florenței, care este alături de Bazilica Santa Croce și Bazilica Santa Maria Novella, un edificiu reprezentativ.
Cea de-a treia mare construcție gotică din Florența, catedrala Santa Maria del Fiore, îmbină sistemul de acoperire al bisericii Santa Maria Novella cu partea inferioară a bisericii Santa Croce. Deși începută o dată cu Santa Croce, catedrala din Florența a fost terminată abia în a doua jumătate a secolului al XV-lea, prin construirea cupolei proiectată de Brunelleschi.

## Istoria
La sfârșitul secolului al XIII-lea locuitorii orașului Florența hotărăsc construirea unei noi catedrale deoarece catedrala veche din secolul al V-lea, care o avea ca protectoare pe sfânta Reparata, devenise neîncăpătoare. Piatra de temelie a fost pusă în 8 septembrie 1296. Planul noii catedrale a fost conceput de Arnolfo di Cambio, care executa concomitent și lucrările de la Santa Croce și de la Palazzo della Signoria. Cu toate acestea catedrala a fost finalizată în anul 1436 după construirea cupolei lui Brunelleschi, singurul arhitect care a putut veni cu ideea designului ingenios, finantat de Cosimo de Medici. Catedrala a putut fi apoi sfințită de către Papa Eugen al IV-lea.

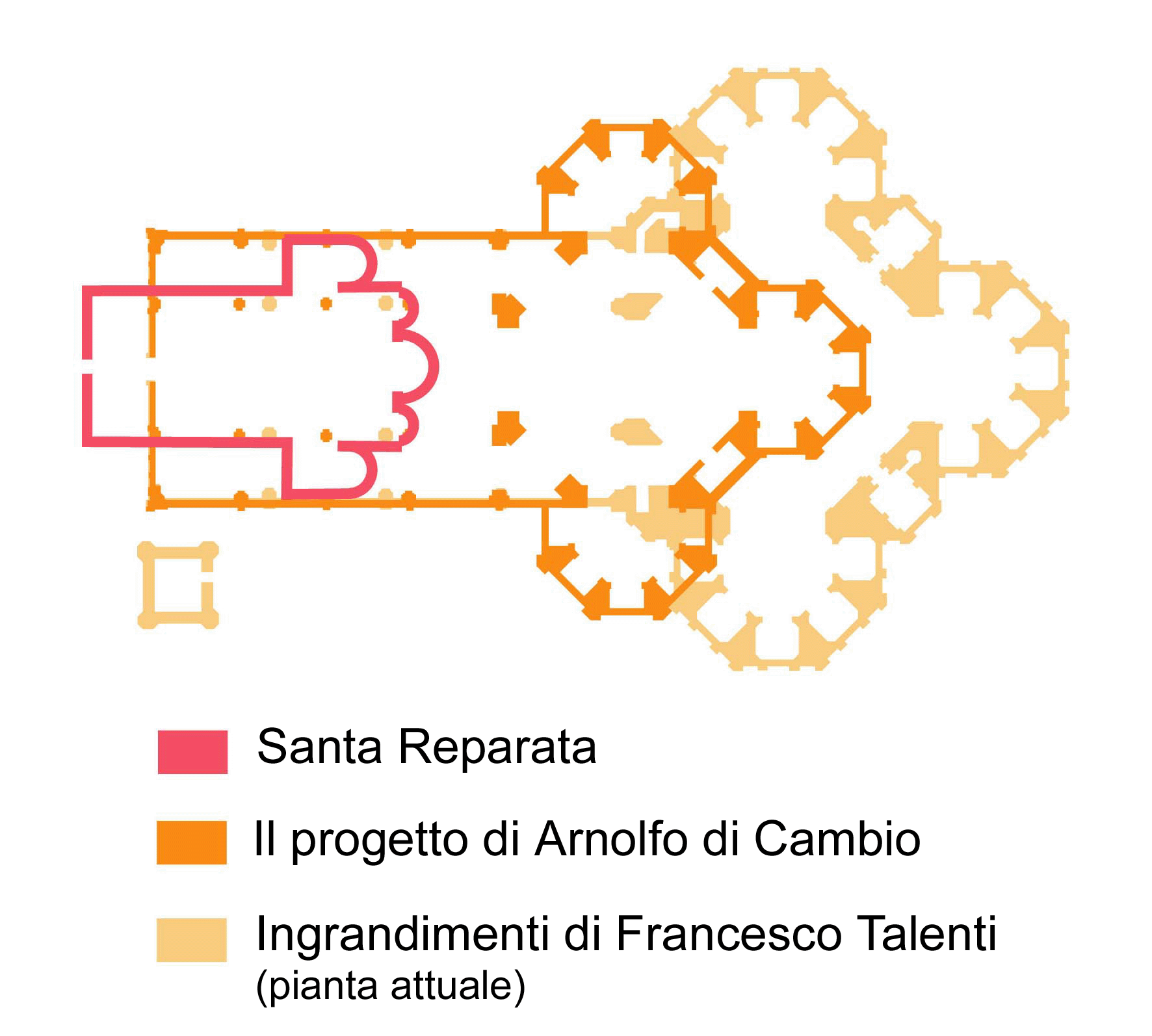
Planul de construcție

## Galerie de imagini

Cupola realizată de Brunelleschi
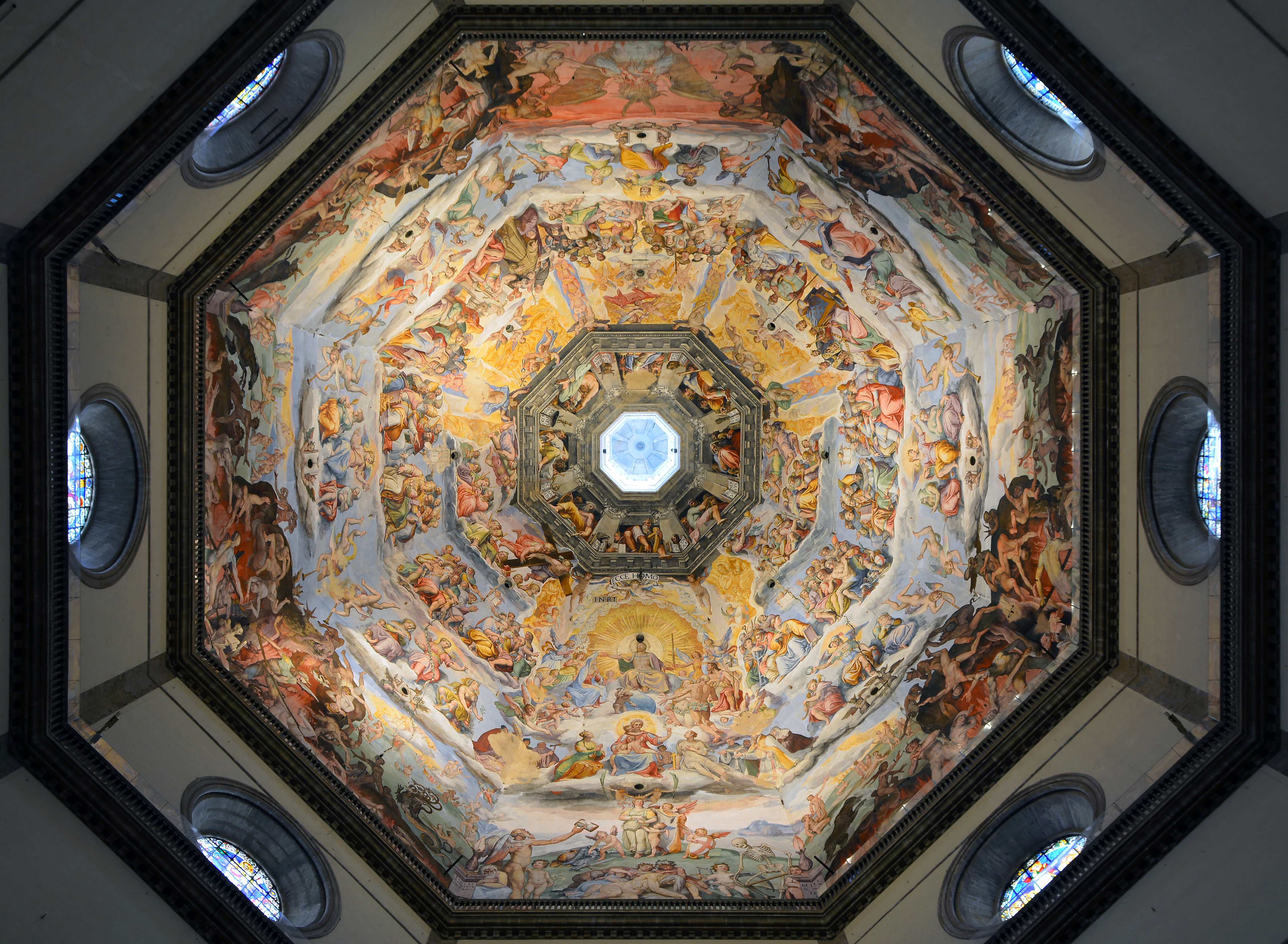
Cupola (interior)
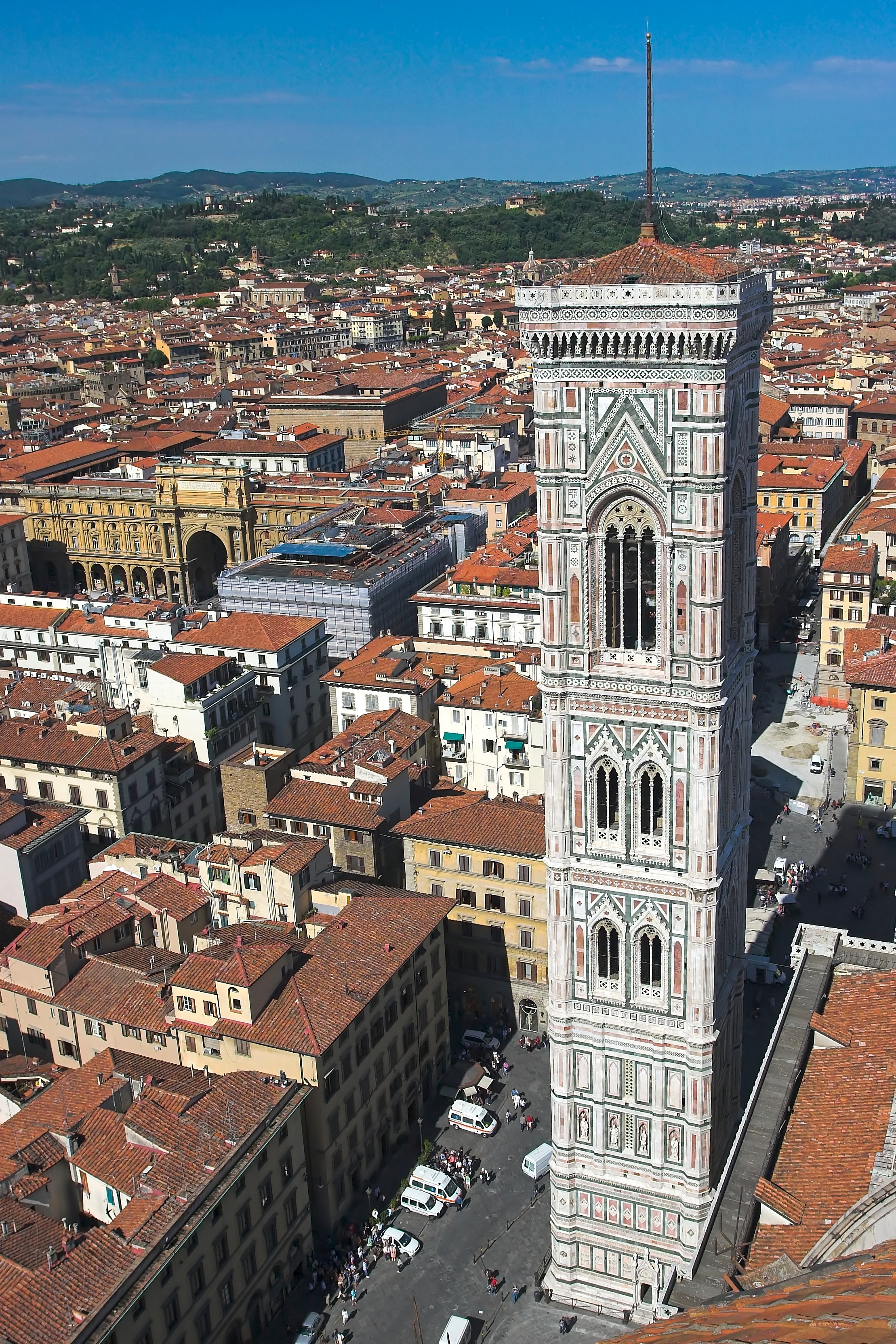
Campanila (clopotnița) concepută de Giotto
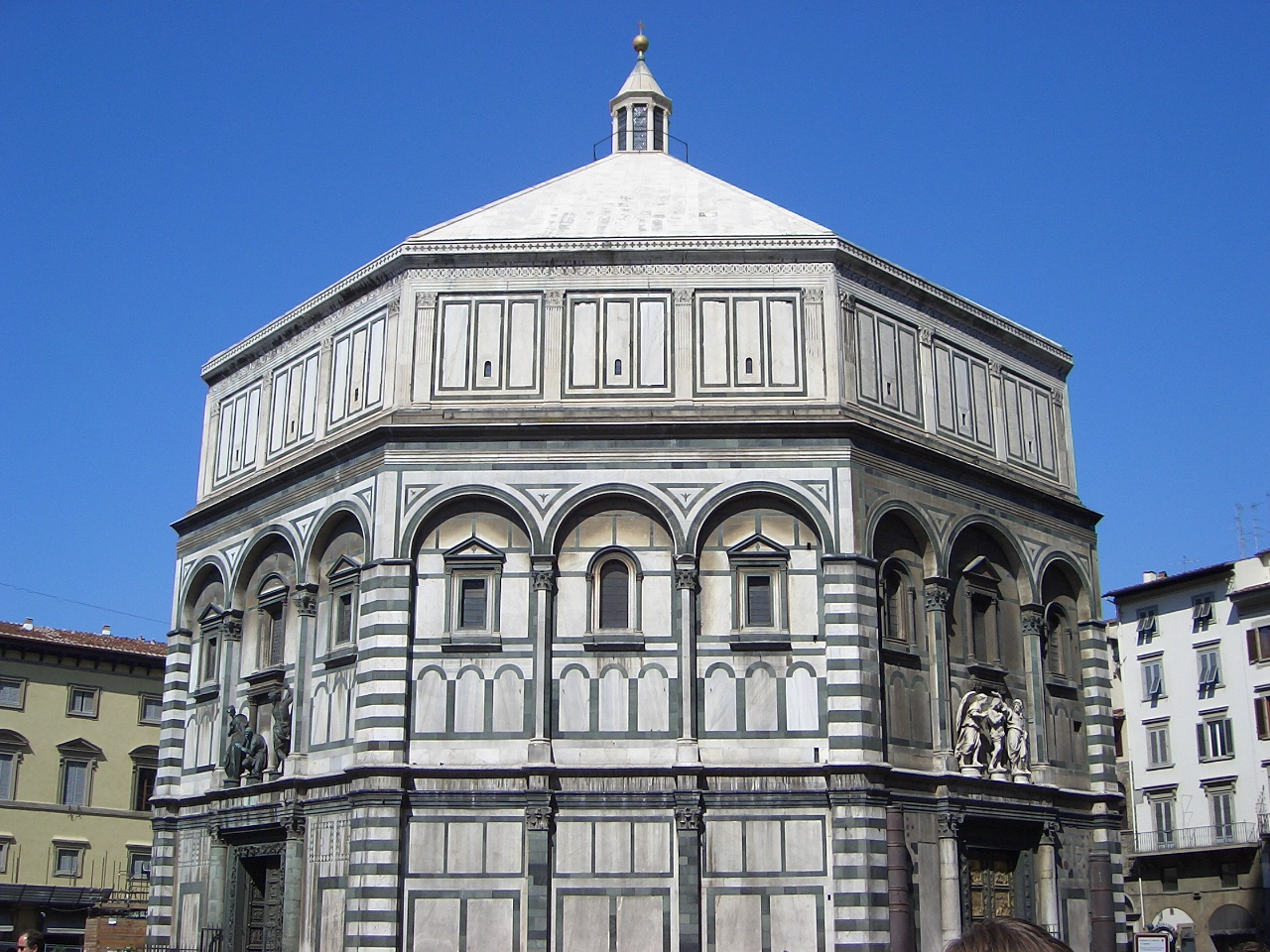
Baptisteriul Sf. Ioan Botezătorul
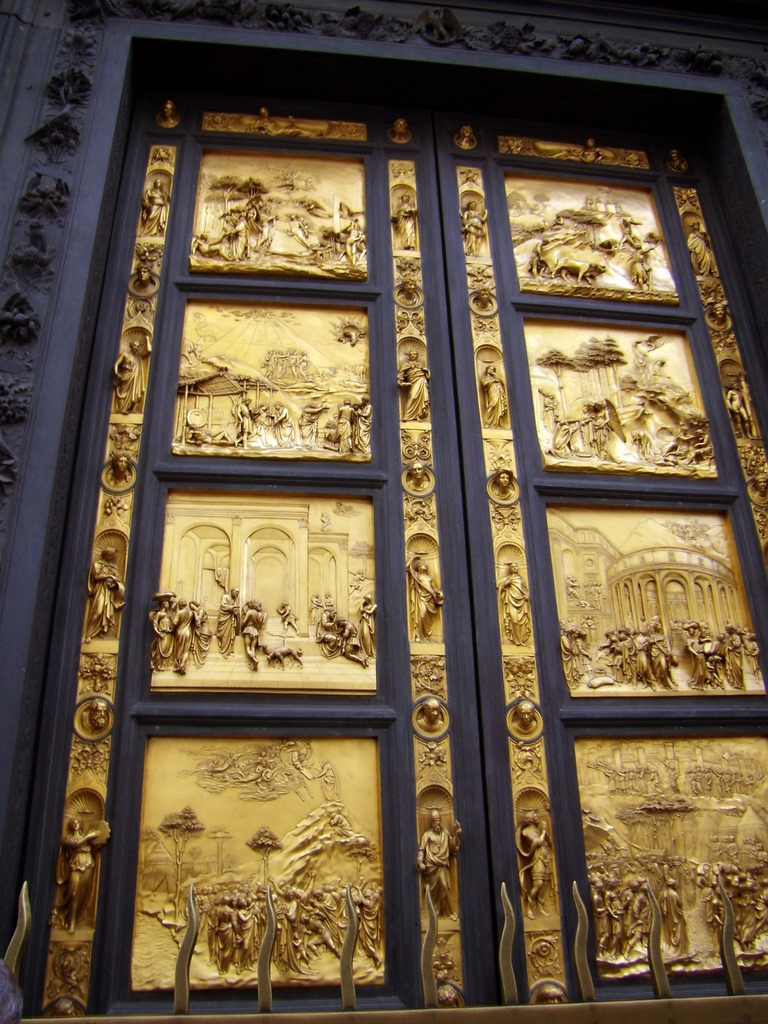
Baptisteriul Sf. Ioan Botezătorul ("Poarta Paradisului" creată de Lorenzo Ghiberti)
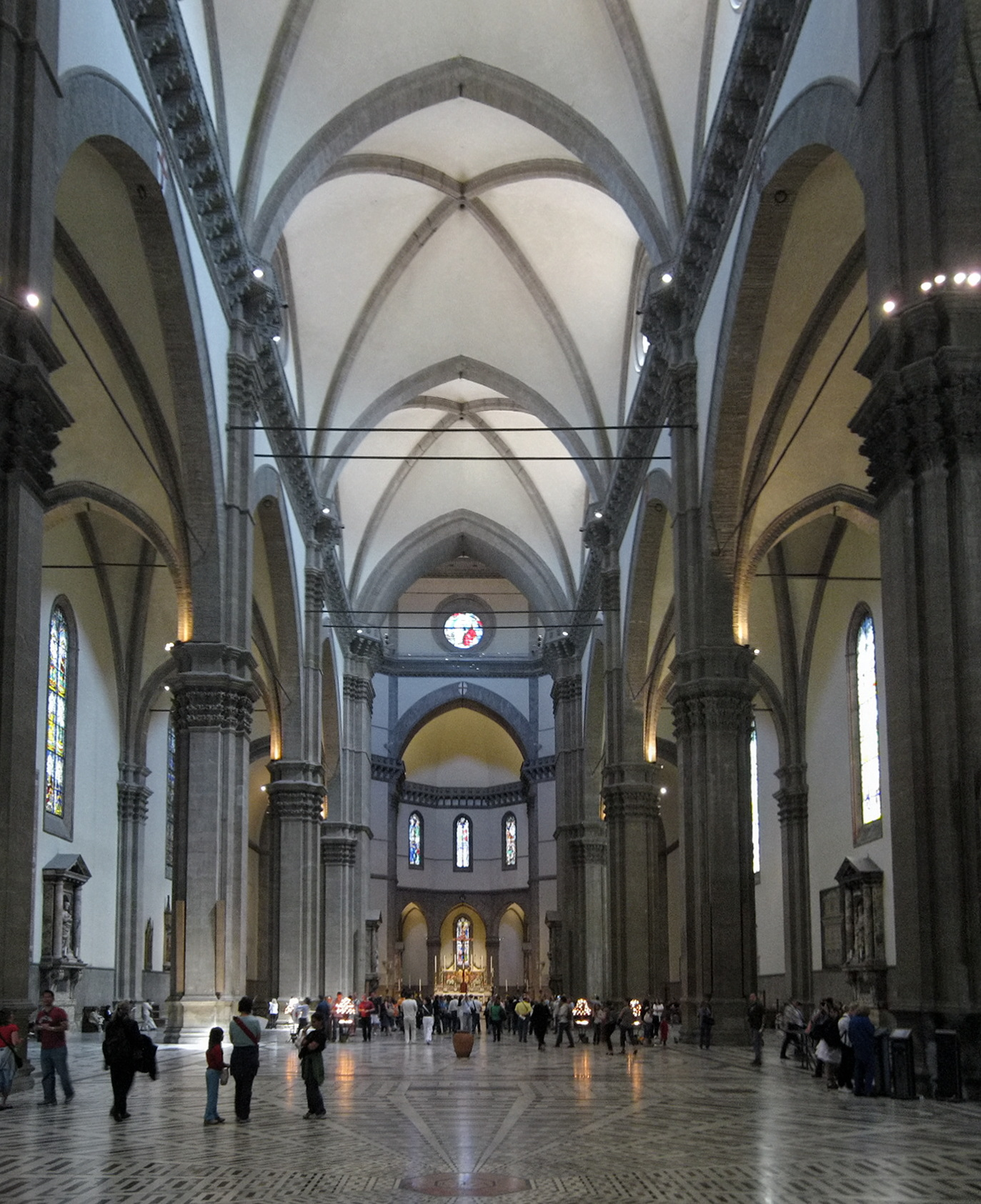
Interiorul catedralei